# Mathieu Blais
Pour les articles homonymes, voir Blais.
Œuvres principales
Mathieu Blais est un écrivain québécois, né en 1979 à Montréal. Il enseigne la littérature au Cégep Édouard-Montpetit.

## Publications

### Romans et nouvelles
- Mathieu Blais, Brûler debout, 2025, Paris: Éditions Denoël  (ISBN 978-2-20718-474-5)
- Mathieu Blais, Brûler debout, 2024, Montréal: Éditions XYZ  (ISBN 978-2-89772-521-1)
- Mathieu Blais, Les choses réelles, 2021, Montréal: VLB éditeur  (ISBN 978-2-89649-844-4)
- Mathieu Blais, Francoeur, 2018, Montréal: Éditions Leméac  (ISBN 978-2-7609-4784-9)
- Mathieu Blais, (Sainte-Famille), 2017, Montréal: Éditions Leméac  (ISBN 978-2-7609-4762-7)
- Mathieu Blais, La liberté des détours, 2015, Montréal: Éditions Leméac  (ISBN 978-2-7609-4702-3)
- Mathieu Blais et Joël Casséus, L'esprit du temps – Il était une fois dans l'œuf, 2013, Montréal: Éditions Leméac  (ISBN 978-2760933651)
- Mathieu Blais et Joël Casséus, ZIPPO – Once Upon a Time in the Egg, [Kathryn Gabinet-Kroo, trad.], 2013, Toronto: Exile Editions  (ISBN 978-1-5509-6312-0)
- Mathieu Blais et Joël Casséus, ZIPPO – Il était une fois dans l'œuf, 2012, Paris: Kyklos éditions  (ISBN 978-2918406-24-2)
- Mathieu Blais et Joël Casséus, ZIPPO – Il était une fois dans l'œuf, 2010, Montréal: Éditions Leméac  (ISBN 978-2-7609-3324-8)

### Poésie
- Sudan et Najin et Fatu, 2019, Éditions de l'Hexagone,  (ISBN 978-2-89648-117-0)
- Notre présomption d'innocence, 2014, Triptyque (éditeur),  (ISBN 978-2-89031-964-6)
- Sylvestre. Au temps des galimatias, 2012, Triptyque (éditeur),  (ISBN 978-2-89031-808-3)
- Los hermanos. Mes frères, 2011, Éditions Trois-Pistoles  (ISBN 978-2-89583-246-1)
- L'Isthme, 2006, Éditions Trois-Pistoles  (ISBN 2-89583-131-9)
- Que le cri détaché de ta colère, Éditions Trois-Pistoles, 2005  (ISBN 2-89583-126-2)

### Littérature pour la jeunesse
- Mathieu Blais, Les aventures du capitaine Corso - L'Envers-de-Monde, 2025, Montréal: Éditions du Boréal  (ISBN 9782764628713)

## Prix et distinctions
- 2024 : Lauréat, Prix de la création Radio-Canada, pour la nouvelle « En plein bois »[1].
- 2020 : Finaliste, Prix de la création Radio-Canada, pour la nouvelle « Le sculpteur de pierre »[2].
- 2020 : Finaliste, Prix du récit Radio-Canada, pour Il ne se passera plus rien d'autre[3].
- 2020 : Lauréat, prix Rina-Lasnier, pour Sudan et Najin et Fatu[4].
- 2019 : Finaliste, Prix Arlette-Cousture, pour le roman Francoeur[5].
- 2018 : Finaliste, Prix Arlette-Cousture, pour le roman (Sainte-Famille)[6].
- 2018 : Finaliste, Prix du Conseil des arts et des lettres du Québec - Créateur de l'année en Montérégie[7].
- 2016 : Lauréat, Prix Rina-Lasnier, pour le livre de poésie Notre présomption d'innocence[8].
- 2016 : Finaliste, Prix de la création Radio-Canada, pour la nouvelle « Séparation de corps »[9].
- 2014 : Lauréat, Prix Rina-Lasnier, pour le livre de poésie Sylvestre : au temps des galimatias[10].
- 2014 : Finaliste, Prix Jacques-Brossard, pour le roman L'esprit du temps[11].
- 2013 : Demi-finaliste, Prix de poésie du Festival de la poésie de Montréal, pour Sylvestre : au temps des galimatias[9].